# 第35回日本アカデミー賞
第35回日本アカデミー賞は、2012年（平成24年）3月2日に行われた日本アカデミー賞の発表・授賞式。司会は関根勤と深津絵里。

## 概要
対象となるのは2010年11月28日から2011年12月10日までに公開を開始し、1週間以上商業公開が行われた映画。
授賞式はグランドプリンスホテル新高輪国際館パミールで行われ、中継は日本テレビ系列28局ネットおよびニッポン放送「オールナイトニッポンGOLD」枠（NRN系列18局同時ネット）にてそれぞれ当日夜に放送された。また長きに渡ってモノラル放送（モノステレオ放送）の状態であったが、この回よりステレオ放送を開始した。
候補は2012年1月16日に発表された。

## 最優秀作品賞
- 八日目の蝉

### 優秀作品賞
- 大鹿村騒動記
- 最後の忠臣蔵
- ステキな金縛り
- 探偵はBARにいる

## 最優秀アニメーション作品賞
- コクリコ坂から

### 優秀アニメーション作品賞
- 映画「けいおん!」
- 手塚治虫のブッダ 赤い砂漠よ!美しく
- 豆富小僧
- 名探偵コナン 沈黙の15分

## 最優秀監督賞
- 成島出（八日目の蝉）

### 優秀監督賞
- 阪本順治（大鹿村騒動記）
- 新藤兼人（一枚のハガキ）
- 杉田成道（最後の忠臣蔵）
- 三谷幸喜（ステキな金縛り）

## 最優秀脚本賞
- 奥寺佐渡子（八日目の蝉）

### 優秀脚本賞
- 荒井晴彦/阪本順治（大鹿村騒動記）
- 田中陽造（最後の忠臣蔵）
- 古沢良太/須藤泰司（探偵はBARにいる）
- 三谷幸喜（ステキな金縛り）

## 最優秀主演男優賞
- 原田芳雄（大鹿村騒動記）

### 優秀主演男優賞
- 大泉洋（探偵はBARにいる）
- 堺雅人（武士の家計簿）
- 三浦友和（RAILWAYS 愛を伝えられない大人たちへ）
- 役所広司（最後の忠臣蔵）

## 最優秀主演女優賞
- 井上真央（八日目の蝉）

### 優秀主演女優賞
- 長澤まさみ（モテキ）
- 中谷美紀（阪急電車 片道15分の奇跡）
- 深津絵里（ステキな金縛り）
- 宮崎あおい（ツレがうつになりまして。）

## 最優秀助演男優賞
- でんでん（冷たい熱帯魚）

### 優秀助演男優賞
- 伊勢谷友介（あしたのジョー）
- 岸部一徳（大鹿村騒動記）
- 佐藤浩市（最後の忠臣蔵）
- 松田龍平（探偵はBARにいる）

## 最優秀助演女優賞
- 永作博美（八日目の蝉）

### 優秀助演女優賞
- 麻生久美子（モテキ）
- 小池栄子（八日目の蝉）
- 満島ひかり（一命）
- 宮本信子（阪急電車 片道15分の奇跡）

## 話題賞

### 俳優部門
- 前田敦子（もし高校野球の女子マネージャーがドラッカーの『マネジメント』を読んだら）

### 作品部門
- モテキ

## 新人俳優賞
- 熊田聖亜（さや侍）
- 桜庭ななみ（最後の忠臣蔵）
- 渡邉このみ（八日目の蝉）
- 上地雄輔（漫才ギャング）
- 高良健吾（軽蔑）
- 野見隆明（さや侍）
- 長谷川博己（セカンドバージン）

## 最優秀音楽賞
- 安川午朗（八日目の蝉）

### 優秀音楽賞
- 池頼広（探偵はBARにいる）
- 岩崎太整（モテキ）
- 荻野清子（ステキな金縛り）
- 加古隆（最後の忠臣蔵）

## 最優秀撮影賞
- 藤澤順一（八日目の蝉）

### 優秀撮影賞
- 笠松則通（大鹿村騒動記）
- 長沼六男（最後の忠臣蔵）
- 藤石修（岳-ガク-）
- 山本英夫（ステキな金縛り）

## 最優秀照明賞
- 金沢正夫（八日目の蝉）

### 優秀照明賞
- 岩下和裕（大鹿村騒動記）
- 宮西孝明（最後の忠臣蔵）
- 川辺隆之（岳-ガク-）
- 小野晃（ステキな金縛り）

## 最優秀美術賞
- 西岡善信/原田哲男（最後の忠臣蔵）

### 優秀美術賞
- 近藤成之（武士の家計簿）
- 種田陽平（ステキな金縛り）
- 林田裕至（一命）
- 松本知恵（八日目の蝉）

## 最優秀録音賞
- 藤本賢一（八日目の蝉）

### 優秀録音賞
- 瀬川徹夫（ステキな金縛り）
- 田村智昭/室薗剛（探偵はBARにいる）
- 照井康政（大鹿村騒動記）
- 中路豊隆/瀬川徹夫（最後の忠臣蔵）

## 最優秀編集賞
- 三條知生（八日目の蝉）

### 優秀編集賞
- 石田雄介（モテキ）
- 上野聡一（ステキな金縛り）
- 長田千鶴子（最後の忠臣蔵）
- 只野信也（探偵はBARにいる）

## 最優秀外国映画賞
- 英国王のスピーチ

### 優秀外国作品賞
- 猿の惑星: 創世記＜ジェネシス＞
- ソーシャル・ネットワーク
- ブラック・スワン
- マネーボール

## 会長特別賞
- 岡田茂（製作者）
- 佐野武治（照明）
- 高峰秀子（俳優）
- 原田芳雄（俳優）
- 森田芳光（監督）

## 協会特別賞
- 御所園久利（大道具）